# Julián Ortiz de Viñaspre
Julián Ortiz de Viñaspre Ortiz de Mendívil (Vitoria, 5 de junio de 1915-13 de enero de 2006) fue un pintor, dibujante, caricaturista, escultor y profesor de dibujo español.

## Biografía
Estudio Bachiller en el Colegio Corazonistas de Vitoria  y Magisterio en la Escuela Normal de Álava. Fue maestro en las escuelas de los pueblos alaveses de Guevara y San Vicente de Arana entre los años 1940 a 1942. Desde 1945 hasta 1950 enseñó en la Escuela de la Escolanía de Tiples del Conservatorio Municipal de Música de Vitoria y,  posteriormente, en la Escuela de Comercio.
Titulado en la Escuela Superior de Bellas Artes de San Carlos de Valencia a finales de los 50, fue Profesor de Dibujo en la Escuela Normal de Álava, (oposición 1957) y en el Instituto de Enseñanza Media Ramiro de Maeztu, como catedrático desde 1959; centros de los que también fue director. Estudió Pintura en la Escuela de Artes y Oficios de Vitoria con el profesor Díaz de Olano y con Obdulio López de Uralde, formando parte posteriormente de la Junta Directiva de la entidad.
Su actividad artística y cultural fue constante y abarca multitud de facetas. Participó en múltiples certámenes y exposiciones de arte, especialmente en las décadas de los años 40 y 50. Su primera exposición individual tuvo lugar en 1947, en Vitoria. Su talento como caricaturista se puso de manifiesto en gran cantidad de exposiciones y publicaciones durante más de cincuenta años, desde los años 50 en las revistas Celedón, Álava-Avance, Gasteiz, Fin de Año, Vida Vasca, y en periódicos como el Heraldo Alavés, Pensamiento Alavés, o El Correo. Asimismo destacó como ilustrador de las portadas de la revista Gasteiz desde 1967 hasta 1981.
Su actividad como escultor se refleja en su papel en el impulso del Belén Monumental de La Florida, inaugurado el 24 de diciembre de 1962, siendo coautor de algunas de sus figuras. También cabe citar  otras esculturas como la talla de San José Obrero en la Iglesia de Abetxuko, barrio de Vitoria, y bustos de Ramiro de Maeztu, Pío Baroja. 
También fue presidente de la Asociación Belenista de Álava. Su labor social se completó como fundador y vicepresidente de APDEMA (Asociación Pro-Deficientes Mentales de Álava).
El 8 de septiembre de 2006, pocos meses después de su muerte, a título póstumo, se le concede el Celedón de Oro, un galardón que premia el trabajo a favor de Vitoria y de cuya estatuilla también fue autor.

## Distinciones
- Primera Medalla de Educación y Descanso (1945)
- Primero en el VII Certamen de Arte Internacional de Bilbao (1945)
- Premio VIII Exposición Alavesa (1951)
- Primero en el Certamen Alavés (1956)
- Accésit con maqueta del Monumento a la Batalla de Villarreal-Álava.
- Celedón de Oro (a título póstumo, 2006)